# Llangennith, Llanmadoc and Cheriton
Llangennith, Llanmadoc and Cheriton (walisisch: Llangynydd, Llanmadog a Cheriton) ist der Name einer Community in der südwalisischen Principal Area City and County of Swansea, die den Nordwesten der Gower-Halbinsel umfasst. Beim Zensus 2011 hatte die Community nur 882 Einwohner.

## Geographie
Die Community Llangennith, Llanmadoc and Cheriton liegt im Nordwesten der Gower-Halbinsel westlich von Swansea und südsüdwestlich von Llanelli. Sowohl im Norden als auch im Westen ist sie vom Wasser umgeben: im Norden ist sie vom Ästuar des River Loughor vom Festland getrennt; im Westen liegt die Carmarthen Bay. Lokal gesehen besteht die südliche Westseite der Community aus der Rhossili Bay, die nördliche Westseite dagegen aus der Broughton Bay und den Sandstränden Llangennith Sands und Whiteford Sands. Den Übergang zwischen südlicher und nördlicher Westseite kann man bei der vorgelagerten Gezeiteninsel Burry Holms ausmachen. Im Norden findet sich schließlich ein Dünengebiet namens Whiteford Burrows, an das sich ein wattähnliches Areal namens The Groose anschließt. Der Nordosten der Community ist an der Küste schließlich von Salzwiesen geprägt, namentlich von der Cwm Ivy Marsh und der Landimore Marsh. Im äußersten Norden der Community befindet sich der im Watt stehende, ehemalige Leuchtturm Whiteford Lighthouse.
Die Community umfasst auf dem Land an der Rhossili Bay die Nordhälfte der Hügelkette Rhossili Down, wo sich zum Beispiel der Cairn Bessie’s Meadow und die Portal Tombs Sweyne’s Howes befinden. Weitere nennenswerte Erhebungen, auf denen zumeist ebenfalls historische Hinterlassenschaften zu finden sind, sind der Hardings Down direkt östlich von Bessie’s Meadow, der nördlich vom Hardings Down gelegene Llanmadoc Hill und der im Osten gelegene Briarly Hill. Im Norden finden sich noch die beiden einzelnen Felsformationen Cwm Ivy Tor und North Hill Tor. An der Südflanke des Llanmadoc Hill befindet sich das größere Tankeylake Moor. Weitere Moore befinden sich im Süden mit dem Druids Moor und im Westen mit dem Llangennith Moor. Nordwestlich des Llanmadoc Hill gibt es zudem noch einen Moor Lake. Zusätzlich verfügt die Community über einige nennenswerte Wälder, insbesondere die Cwm Ivy Woods im Norden sowie der Calves Wood, der Cheriton Wood und der Hambury Wood im Nordosten. Dort gibt es mit dem Burry Pill, dem Bennett’s Pill und dem Great Pill auch bedeutendere Wasserläufe, die über den Groose ins Loughor-Ästuar münden.
Siedlungsgeographisch wird die Community von den drei namensgebenden Dörfern Llangennith in der westlichen Mitte, Llanmadoc im Norden und Cheriton im Nordnordwesten sowie Landimore im Nordwesten geprägt. Mit Cwm Ivy im Norden und Burry Green im Südwesten gibt es zudem zwei weitere größere Siedlungen. Über die restliche Community verteilt gibt es ferner mehrere Einzelsiedlungen, ebenso existieren an West- und Nordküste einige Feriensiedlungen. Verwaltungsgeographisch zur Principal Area City and County of Swansea gehörend, grenzt die Community nur an die zu Gower gehörenden Communities Rhossili im Südwesten, Port Eynon im Süden, Reynoldston im Südosten und Llanrhidian im Süden. Wahlkreisgeographisch gesehen ist sie Teil des britischen Wahlkreises Gower bzw. von dessen walisischem Pendant.
Die gesamte Community ist Teil der Area of Outstanding Natural Beauty der Gower-Halbinsel. Zudem gibt es mehrere einzelne Sites of Special Scientific Interest und Nature Reserves.

## Verkehr
Verkehrstechnisch verfügt die Community über keine wichtigen Straßen, Lokalstraßen stellen natürlich aber eine Verbindung zur restlichen Gower-Halbinsel und damit aufs übrige Festland her. Eine direkte Verbindung von der Community übers Wasser zum weiteren Festland besteht nicht. Zudem gibt es mehrere Buslinien.

## Bauwerke
Neben mehreren Scheduled Monuments gibt es auf dem Gebiet der Community auch 21 Gebäude, die auf die Statutory List of Buildings of Special Architectural or Historic Interest aufgenommen wurden. Mit dem Whiteford Lighthouse und der Church of St Cenydd in Llangennith gibt es zwei Grade II* buildings, mit der Church of St Cadoc in Cheriton auch ein Grade I building.